# Can Tarrida
Can Tarrida era una masia situada entre el carreró de Ca l'Iglésies, la riera de Marcel·lí i el carrer de Jerez, al barri d'Horta de Barcelona.

## Història i descripció
Al seu Dietari, el Baró de Maldà relata la seva visita l'11 d'octubre dek 1797, on el reberen la pubilla Tarrida i el seu marit Joan Moragas. El 1897, Marià Torrebadella va llegar la masia a la Casa de la Caritat de Barcelona, que a partir del 1907 va iniciar les obres per rehabilitar-la i hi ins instal·laren dues escoles de pàrvuls i unes altres dues del nivell preparatori, així com una casa de colònies. En temps de la Mancomunitat, s'hi organitzaren les colònies d'estiu de la Casa de la Caritat i, posteriorment, passà a les Llars Mundet.
A finals del segle xx va ser enderrocada per a la construcció de l'avinguda de l'Estatut.